# Carlos Mejia Lango
Carlos Mejía Lango (1892 - 1968) fue un tenor y compositor Mexicano. Es reconocido como uno de los tenores más importantes de la escena musical latinoamericana de principios del siglo pasado.
Nació en México, el 6 de diciembre de 1892. A temprana edad ingresó al Conservatorio de Ciudad de México en donde se perfeccionó en el canto. Hizo su primera presentación en público el 4 de abril de 1915 en el reconocido teatro Abreu con la opera La favorite, en ese entonces Mejía Lango tenía 23 años de edad.
Gracias a su talento, tuvo la oportunidad de presentarse en los teatros de las principales ciudades de Estados Unidos. Mejía actuaba por entonces en Nueva York, en el teatro Lírico, de la calle 42, entre Broadway y la avenida 8, en una compañía de zarzuelas y operetas que había formado el empresario Colombiano Evaristo Corredor Gutiérrez, y actuaba en ella junto a Margarita Cueto, Rodolfo Hoyos, Pulido, Moriche y otros famosos del disco hispano. Sus grandes triunfos como artista operático le valieron para luego ser contratado por la casa discográfica Victor para hacer grabaciones de opera y canciones populares. A partir de este momento se convierte uno de los preferidos de los disco oyentes. El investigador y hombre de radio Hernán Restrepo Duque decía: 

"su repertorio se fue engrosando con tangos que hacían furor en el Buenos Aires Bohemio, ebrio de los gorjeos argentinos de Gardel, de Corsini y de Magaldi"

 Con la casa Victor dejó impresas en su voz: Oiga, Viejo ciego, Madrecita yo me muero, Mi noche triste, La percanta está triste, Venenosa,  entre muchas bellas obras. Hizo dúos con Margarita Cueto, Blanca Ascencio, Juan Pulido, Rodolfo Hoyos, Hermanas Águila y otros famosos cantantes hispanohablantes.  
Hacia el año de 1944 se retiró de la escena musical para dedicarse a la enseñanza de canto en su casa de la Colonia Roma Sur, Iztlán N. 44 hasta su muerte el 27 de abril de 1968.